# Torcafol
Torcafol o Torcafols (fl. 1175-1200) è un trovatore occitano forse signore del Gévaudan, probabilmente appartenente alla cavalleria minore o signore di Tornel.

## Biografia
Si pensa possa essere stato al servizio dei signori del Gévaudan, in particolare dello stesso Garin d'Apchier, con il quale potrebbe probabilmente identificarsi.

## Opera

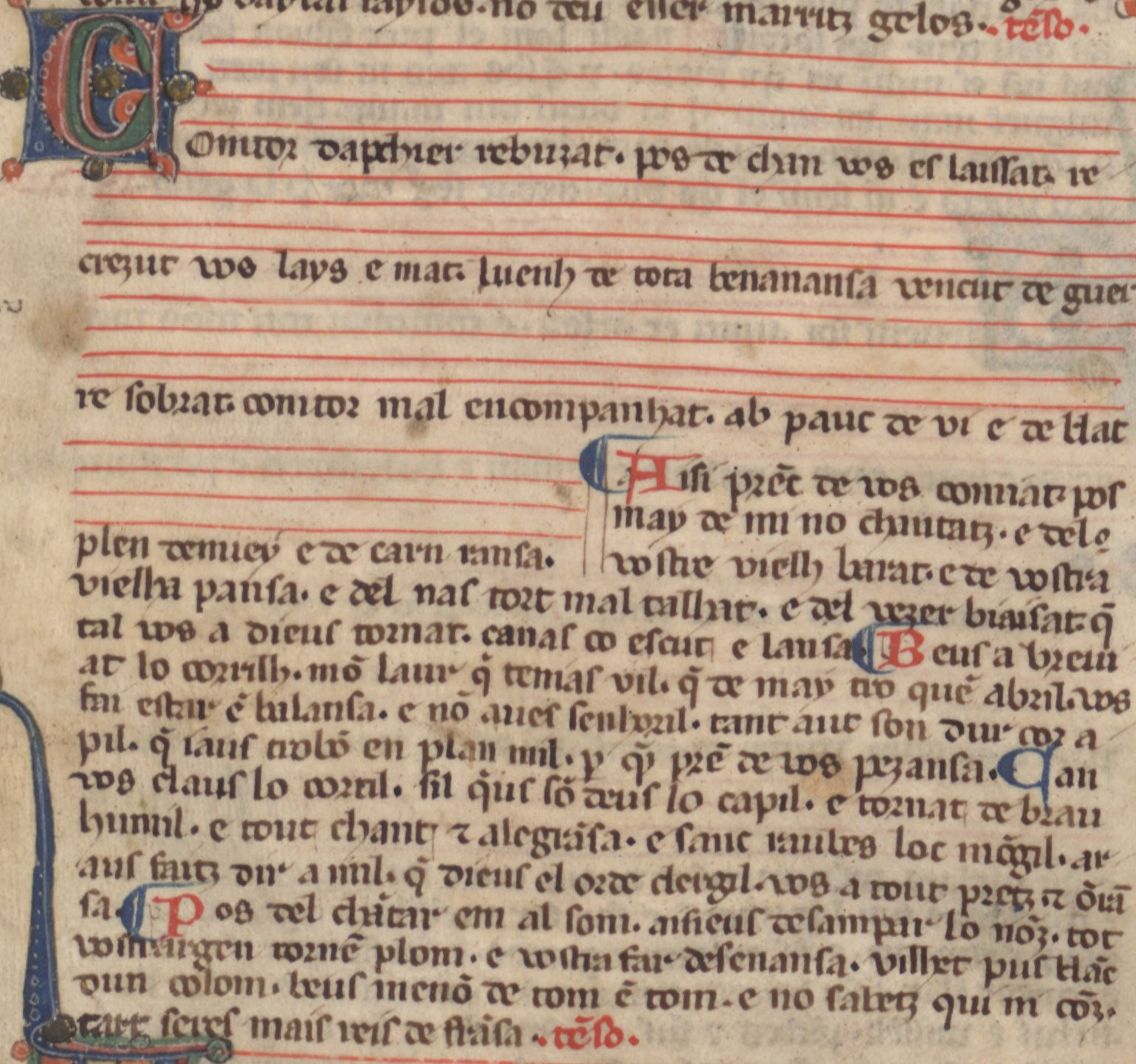
« Comtor d'Apchier rebuzat » (BNF ms. fr. 22543)

Gli vengono attribuiti dieci sirventesi (dei quali cinque soltanto completi e tre di certo attribuibili a Torcafol) scambiati con Garin d'Apchier, abbastanza ostici da interpretare, sia per quanto concerne il testo spesso oscuro che per gli eventi storici in essi narrati.
Per quanto concerne l'attribuzione di alcune delle composizioni, a Torcafol o a Garin d'Apchier, certi manoscritti danno versioni contrastanti. Anche per il resto dei componimenti le attribuzioni all'uno o all'altro non sono del tutto incontestabili.
Garin d'Apchier chiama Torcafol e si fa chiamare Comunal
            Pos Cominal fa ben parer

            que siel pogues dir ni far

            causa quem degues enviar

            el en faria son poder

            mas paubreira e vilenc l'assalh

            e poderse iovens li falh

            per cal guerriers nom fai paor

            e non a amic ni senhor

            que nol tenha per enveyos

            ma tan can ditz noavas teasos.

            [...]
Risposta di Comunal (Torcafol)
            Comtor d'Apchier rebuzat,

            pos del chan vos es laissat,

            recrezut vos lays e mat,

            luenh de tota benanansa,

            vencut de guerra sobrat,

            comtor, mal encompanhat,

            ab pauc de vi e de blat,

            plan d'enuey e de carn ransa.

            Aisi prenc de vos comjat,

            pois may de mi no chantatz,

            e del vostre vielh barat,

            e de vostra vielha pansa,

            e del nas tort, mal talhat,

            e del vezer biaisat,

            que tal vos a dieus tornat

            c'anas co escut e lansa.

            Be us a breujat lo corril

            Monlaur que tenias per vil,

            que de may tro qu'en abril

            vos fay estar en balansa;

            e non aves senhoril,

            tant aut son dur cor apil!

            que ja us trobon en plan mil,

            per que m pren de vos pezansa.

            [...]

## Sirventesi di Torcafol e Garin d'Apchier
- Comtor d'Apchier rebuzat
- Cominal, en rima clausa
- Cominal vielh, flac, plaides
- Mals albergiers dinarada de fen
- Membraria·us del jornal
- Pos Cominals fai ben parer
- Veillz Cumunal plaides[2]